# Qian Xuan
Qian Xuan ou Ch'ien Hsüan ou Ts'ien Siuan, surnom: Shunju, nom de pinceau: Xunfeng né en 1235, originaire de Wuxing (province du Zhejiang), mort vers 1300 ou 1305. XIIIe siècle. Peintre chinois.

## Les huit talents deWuxing
En 1279, Khubilai, petit-fils de Gengis Khan, se proclame empereur de Chine, devenant ainsi le premier représentant de la dynastie mongole des Yuan. Nombreux sont alors les lettrés, fonctionnaires de la dynastie précédente qui, devant l'envahisseur, se cantonnent dans une prudente retraite et qui, dans l'ombre qu'impose leur loyauté, s'adonnent à leurs activités traditionnelles: la peinture, la calligraphie, la poésie. Comme souvent dans l'histoire chinoise, les sentiments qu'inspire l'indignation nationale coïncident avec une violente réaction artistique qui prend alors deux formes: l'épanouissement de la peinture lettrée, le Wenren hua d'une part, le retour à un certain archaïsme d'autre part. Ce dernier mouvement naît à Wuxing, au nord de Hangzhou et est représenté, au premier chef, par Zhao Mengfu et Qian Xuan qui comptent tous deux parmi les huit talents de Wuxing.

## Les peintres loyalistes du début desYuan
L'un des plus célèbres peintres loyalistes du début des Yuan, Qian Xuan, n'est en principe pas moins sincère ni amateur. Toutefois, à l'opposé de Gong Kai (en-1222–1307), il préfère le mode délicat de la ligne fine et des lavis de couleur. Ce style aux résonances archaïques fait référence au lointain passé, à la dynastie des Tang en particulier, qui, vue depuis l'époque de la dynastie des Yuan, peut apparaître comme un âge d'or de la Chine, un temps d'expansion et de puissance. Il implique aussi le rejet des styles et, par extension, de la faiblesse politique des Song du Sud. Les peintures de Qian sont souvent accompagnées de poèmes, qui expriment subtilement la tristesse causée par la chute de la dynastie autochtone et la «venue des ténèbres».

## Biographie
Qian Xuan vit à Wuxing, une ville au nord de Hangzhou et au sud de Taihu, ou Grand Lac. Avec la dispersion de l'Académie impériale de peinture de Hangzhou, d'autres centres, dont Wuxing est le plus important, deviennent des centres de rassemblement pour l'érudition et les arts. Qian Xuan est membre d'un groupe de poètes et lettrés cultivés, actifs en ce lieu à la fin des Song et au début des Yuan, connus comme les huit talents de Wuxing. En 1286, le premier empereur Yuan, Kubilai Khan, dépêche un émissaire pour inviter plus de vingt lettrés de Wuxing à entrer à son service dans la nouvelle capitale septentrionale de Dadu (aujourd'hui Beijing). On ne sait pas clairement si Qian Xuan, âgé alors d'une quarantaine d'années, figure parmi eux; quoi qu'il en soit, il se tient en retrait.
Parmi ceux qui acceptent l'invitation et rallient le Nord, la figure la plus marquante est Zhao Mengfu jeune collègue de Qian et probablement son élève. Qian est en conséquence loué pour avoir préservé ses principes et Zhao critiqué pour avoir compromis les siens, d'autant qu'il est descendant de la famille impériale des Song. Les deux hommes, toutefois, restent bons amis, et Zhao devient l'un des personnages les plus accomplis et éminemment respectés de la dynastie. Quoi qu'il en soit, Qian abandonne son statut de lettré et devient un peintre professionnel, gagnant sa vie par la production de peintures de fleurs, de personnages et de paysages.

## Influence de style
De vingt ans plus âgé que Zhao Mengfu, Qian Xuan a déjà une longue carrière administrative derrière lui lors de l'accession au trône de  Khubilai, mais lorsqu'en 1286, Zhao prend le chemin de Pékin pour être nommé ministre par l'empereur, Qian se brouille avec lui, refuse de le suivre et se cantonne, pour le reste de ses jours dans une retraite qu'illuminent la peinture, la poésie et la boisson. Peintre traditionaliste, il affiche un archaïsme voulu qui prend figure d'un classicisme distant. Portraitiste, il emprunte son style à Gu Kaizhi et à Li Gonglin; peintre de fleurs et d'oiseaux, il poursuit la tradition de Zhao Chang, tandis que dans ses paysages il fait appel à la manière bleue et verte de Li Sixun, suivant en cela l'exemple de Zhao Boju qui le premier a versé sciemment dans l'archaïsme.
On aboutit ainsi à un art fondé sur un art fondé sur un art, froid par essence, loin de toute passion, empreint d'une méticulosité peu séduisante et d'une sophistication croissante basée sur une connaissance historique de plus en plus poussée. Il ne s'agit pas d'une admiration inconditionnelle du passé mais d'une évocation voulue de l'autrefois, avec son cortège d'associations secondaires et de bon aloi, dans le choix des thèmes antiques, par exemple.

## Qian protège son Œuvre
Un certain nombre de peintures de fleurs de Qian Xuan subsistent encore et sont bien étudiées. Elles sont si populaires que quantité de contrefaçons circulent dans les dernières années de sa vie, et l'on prétend qu'il change son style et marque d'une inscription ses dernières œuvres afin de les identifier comme siennes. Une importante découverte archéologique faite en 1971 semble confirmer cette pratique: une peinture de lotus de Qian Xuan est trouvée dans la tombe d'un prince du début des Ming nommé Zhu Tan, mort en 1389 (figure 131). Qian déclare dans l'inscription qu'il change son hao (surnom) et avance quelques idées nouvelles pour confondre les falsificateurs.
Cette peinture, comme d'autres thèmes traités par Qian, est exécutée avec de fines lignes uniformes et des lavis de couleur claire, une manière modeste et cependant difficile, qui peut paraître en désaccord avec la richesse chromatique et la beauté décorative du sujet. D'autres artistes mineurs poursuivent la tradition Song de peintures florales décoratives et richement colorées; Qian Xuan s'applique à dissocier son art du leur. Sa volonté d'éviter tout ce qui est doté d'un fort attrait sensuel peut être interprétée comme une expression de son tempérament et de son goût plus raffiné, mais aussi comme un rejet de tout soupçon de mercantilisme. Les lotus évoquent conventionnellement l'idée de pureté, puisqu'ils poussent dans la boue mais restent immaculés; un poème de Qian, calligraphié postérieurement à la peinture, ajoute une autre dimension à ce sens en mentionnant un reclus dans sa retraite et en ramenant ainsi les fleurs à des objets de contemplation.

### Tradition et novation sous les Yuan
La plupart des paysages de Qian Xuan sont exécutés dans un autre style de lignes et lavis de couleur, celui de la tradition archaïsante des paysages bleu et vert, qui utilise de lourds pigments minéraux. Mais ce n'est pas le cas du rouleau portatif intitulé par l'artiste lui-même Séjour dans les flottants monts de Jade (figure 132), qui représente, nous dit-il, sa propre retraite en montagne, située à l'ouest de Wuxing. C'est une œuvre célèbre, munie de colophons louangeurs rédigés par plusieurs artistes et lettrés de la dynastie des Yuan et des époques postérieures. Mais pour un lecteur familiarisé avec la représentation naturaliste de décors enchanteurs de la dynastie des Song, avec son traitement atmosphérique du lointain et ses différences de rendu dans la matière, l'œuvre de Qian Xuan peut sembler certainement empesée et disgracieuse, comme un grand bond en arrière par rapport aux peintures de Xia Gui, par exemple.
Elle prétend sans doute n'être que cela: un retour à un stade du paysage plus primitif que Qian connait par les anciennes peintures, combiné avec des imitations de plus récents crus, Séjour dans les flottants monts de Jade ressemble à certains égards à des œuvres de la fin des Song ou du début des Yuan, réalisées par des maîtres retardataires qui suivent les traditions des Song du Nord ou de plus anciennes encore. Mais le style de Qian repose également sur une certaine connaissance d'authentiques œuvres du passé: à son retour à Wuxing en 1295, Zhao Mengfu rapporte une collection de peintures anciennes acquises dans le Nord; et si Séjour dans les monts flottants de Jade appartient aux dernières années de Qian Xuan, comme on le croit, il doit refléter l'impact de son contact renouvelé avec les traditions antérieures aux Song du Sud.

## Styles et technique
Cet archaïsme est lisible dans le positionnement plus ou moins régulier des masses terrestres au deuxième plan, qui ferme l'espace au spectateur, une particularité de la composition qui renforce aussi le thème de la réclusion. Le dessin à la ligne fine est uniforme et non descriptif, comme l'est aussi la coloration vert pâle; les formations rocheuses sont aplaties, géométriques et, par endroits, curieusement striées; les proportions ne sont pas naturelles quand les arbres diminuent de façon prononcée, par exemple, à mesure que la composition s'étend vers la gauche, faisant paraître plus distantes les parties les plus à gauche, alors même que leur situation par rapport à la ligne de fuite les empêche justement de reculer. L'effet, visuellement troublant, est un aspect du primitivisme de l'œuvre. Le feuillage des arbres et la surface supérieure de la grande falaise à gauche du centre, une allusion au style paysager de Fan Kuan, sont des zones compactes faites de pointillés abstraits.
L'œuvre dans son ensemble évoque plus divers styles et traditions artistiques qu'elle ne décrit un endroit particulier; comme d'autres paysages des Yuan, notamment Couleurs d'automne sur les monts Qiao et Hua de Zhao Mengfu, c'est un travail de pseudo-topographie. Cependant, un trait de la composition répond à son sujet : le groupe de bâtiments de la section gauche représentant la maison de campagne de Qian, situé au milieu des arbres et entouré de crêtes montagneuses incurvées, exprime un sentiment de sécurité et d'isolement du monde extérieur. Les images de lieux de retraite et de «séjours écartés» constituent une part majeure de la peinture de paysage des Yuan, et emploient souvent ce dispositif dans la composition. Trois des scripteurs de colophons du rouleau, Huang Gongwang, Zhang Yu et l'artiste du début des Ming Yao Shou (1423-1495), font observer la dette de Zhao Mengfu à l'égard de Qian Xuan; Zhang rapporte que Zhao acquiert sa technique picturale de Qian.
Mais à la différence de beaucoup d'autres œuvres, les siennes sont l'expression de sentiments personnels qui rejettent volontairement l'acquis des deux siècles précédents et tentent de retrouver les Song du Nord et leur prédécesseurs car les styles qui leur sont contemporains n'ont plus de signification. Qian Xuan et quelques autres ouvrent ainsi une ère nouvelle dans l'histoire de la peinture chinoise, bien qu'ils ne trouvent pas d'emblée les solutions qu'exigent leurs problèmes.
Ce sont les artistes de la seconde partie de cette dynastie qui portent ces velléités à maturité. Il reste relativement beaucoup d'œuvres de cet artiste mais aucune ne peut malheureusement lui être attribuée avec certitude.

## Musées
- Boston (Mus. of Fine Arts):

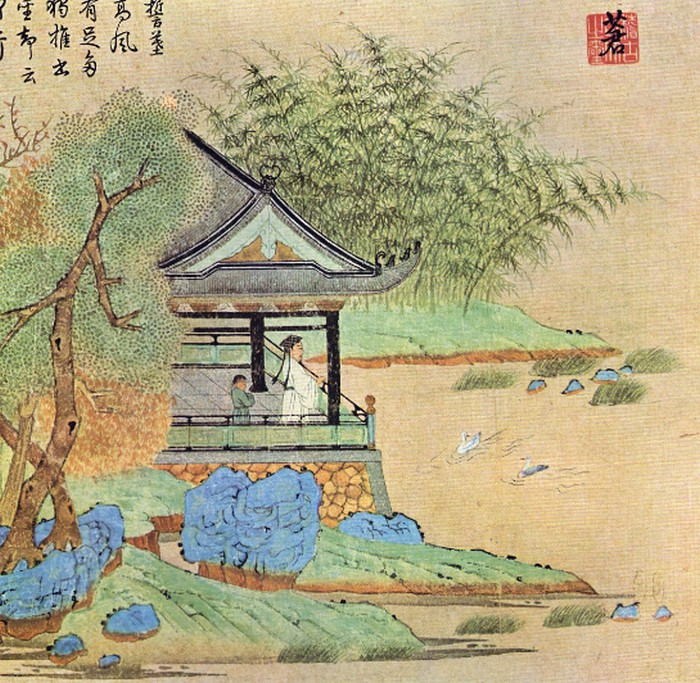
Wang Xizhi regardant des oies par Qian Xuan

  - Libellule sur une pousse de bambou, encre et couleur sur soie, deux cachets de l'artiste, rouleau en hauteur.
- Boston (Princeton Art Mus.):
  - Moineau sur une branche de pommier.
- Cincinnati (Art Mus.):
  - Deux colombes sur une branche de poirier en fleur, rouleau en longueur, inscription et quatre cachets de l'artiste.
- Détroit (Inst.of Art):
  - Début d'automne, insectes et lotus, rouleau en longueur, signature et cachets de l'artiste.
- Londres (Brittish Mus.):
  - Jeune homme en robe rouge, assis sur un cheval blanc et tenant un grand arc, daté 1290, rouleau en longueur, poème de l'artiste, plusieurs inscriptions.
- New York: (Metropolitan Museum of Art):
  - Wang Xizhi regardant des oies, Section d'un rouleau horizontal. Encre et couleurs sur papier - (H. 23,2cm).
  - Le retour de Tao Yuanming au foyer, encre et couleur sur papier, rouleau en longueur signé, poème calligraphié par l'artiste.
- Pékin (Mus. du Palais):
  - Les seize ahrats traversant la mer, rouleau en longueur, cachets du peintre.
  - Les dix-huit ahrats, rouleau en longueur signé, cachet du peintre.
  - Chaumières sur la montagne du Jade Flottant, petit rouleau en longueur, poème du peintre, colophon de Qianlong, Qiu Yuan, Zhang Yu, Huang Gongwang, etc.
  - La toilette de l'éléphant, feuille d'album, cachets du peintre.
  - Deux cygnes et fleurs de lotus, attribution.
  - Trois oies sauvages dans les roseaux, attribution.
  - Deux aigles et un prunier en fleurs, attribution.
  - Une fleur de pivoine.
- Taipei (Nat. Palace Mus.):
  - L'écureuil sur une branche de pêcher, encre et couleurs sur papier, rouleau en longueur, deux cachets de l'artiste, poème de Qianlong.
  - L'empereur Minghuang apprenant à jouer de la flûte à Yang Guifei, rouleau en longueur, cachets et colophons de la période Yuan.
  - Lü Dongbing buvant le thé, cachet du peintre, poème de Qianlong.
  - Melon avec fruits et fleurs, poème du peintre.
  - La toilette de l'éléphant blanc, signé et daté 1273, d'après Li Gonglin.
  - Tronc d'un arbre à litchis, signé, poème de Mo Xianzhi.
  - Valet mongol tenant un cheval, signé et daté 1342 (cinquante ans après la mort de Qian Xuan).
  - Cinq légumes: aubergines, melons, navets, chénopodes et choux, petit rouleau en longueur.
  - Fleurs et feuilles de Mudan, dans le style de Xu Xi (Xe siècle), trois cachets et inscription du peintre.
  - Oiseaux sur les branches d'un prunier en fleurs dans la neige, petit rouleau en longueur signé.
- Tōkyō (Musée Nezu, « web »(Archive.org • Wikiwix • Archive.is • Google • Que faire ?)):
  - Pigeon sur une branche de poirier.
  - Oiseau sur une branche de pêcher en fleur, couleurs sur soie, poème du peintre.
- Washington DC (Freer Gallery of Art):
  -  Yang Guifei montant à cheval, encre et couleur sur papier, rouleau en hauteur, inscription du peintre.
  - Branches de magnolias en fleurs et poiriers, deux feuilles d'album montées en rouleau en longueur, deux cachets du peintre, colophons de Chengqin Wang et de Zhao Mengfu.
  - Branche de poirier en fleurs, couleurs sur papier, cachet du peintre.
  - Buissons et plantes en fleurs, oiseaux et papillons, rouleau en longueur.
  - Dame surveillant quatre servantes filant et tissant, petit rouleau en longueur signé.